# Bilirubina-glucuronoside glucuronosiltransferasi
La bilirubina-glucuronoside glucuronosiltransferasi è un enzima appartenente alla classe delle transferasi, che catalizza la seguente reazione:
2 bilirubina-glucuronoside ⇄ bilirubina + bilirubina-bisglucuronoside